# Psecas viridipurpureus
Psecas viridipurpureus är en spindelart som först beskrevs av Simon 1901.  Psecas viridipurpureus ingår i släktet Psecas och familjen hoppspindlar. Inga underarter finns listade i Catalogue of Life.